# Erotomania
L'erotomania és una malaltia mental rara, en la qual una persona sosté la creença delirant que una altra persona, normalment d'un estatus social superior, està enamorada d'ella.
L'erotomania també s'anomena síndrome de Clerambault, pel psiquiatre francès Gaëtan Gatian de Clerambault (1872-1934), que va publicar un article sobre el tema, Les Psychoses Passionelles, el 1921.
El terme erotomania s'usa també, de vegades, en un sentit menys específicament clínic, significant una excessiva preocupació per l'amor o el sexe.

## La síndrome
El nucli de la síndrome és que la persona afectada té la creença delirant que una altra persona, generalment d'un estatus social superior, està secretament enamorada d'ella. El qui la sofreix pot creure també que l'objecte del seu deliri comunica secretament el seu amor per mètodes subtils, com la posició del cos, la situació dels objectes de casa o altres actes aparentment innocus (o, si la persona és una figura pública, mitjançant pistes en els mitjans). L'objecte del deliri, normalment, té molt poc o gens de contacte amb la persona que delira, qui sovint creu que l'objecte va iniciar la relació fictícia. Els deliris erotomaníacs es troben típicament en el context de l'esquizofrènia.
Ocasionalment, l'objecte dels deliris pot no existir, tot i que més freqüentment, són personatges mediàtics com a cantants, actors i polítics.